# Наукова термінологія
Наукова термінологія — сукупність термінів, тобто слів або словосполучень, що обслуговують сферу наукової та дослідницької діяльності.

Наукова термінологія включає широку гамму українських слів, а також містить багато слів іншомовного походження.

Стандартизація термінотворних систем ніколи не прийде до завершення, тому що неможливо зупинити процес утворення та розвитку термінологічної лексики, яка з кожним роком поповнюється новими термінами, упорядковується, і витісняються маловживані слова.
Дослідники, такі як Л.О. Симоненко, А.В. Крижанівська, підкреслюють, що вирішення проблем упорядкування терміносистеми слід починати із з'ясування основних тенденцій їхньої історичної еволюції. 
Термінологія є невід'ємною частиною наукової мови і займає фундаментальне місце в обслуговуванні всієї наукової структури.